# Jason Lamy-Chappuis
Jason Lamy-Chappuis (n. 9 septembrie 1986, Missoula⁠(d), Montana, SUA) este un săritor cu schiurile ce a reprezentat Franța, medaliat olimpic. A participat la 4 ediții ale Jocurilor Olimpice (2006, 2010, 2014, 2018) în care a câștigat o medalie de aur.